# 宗其香
宗其香（1917年—1999年12月29日），是一位中国画家，徐悲鸿弟子。

## 生平
1917年出生于江苏南京市。1943年毕业于国立中央大学艺术系，1946年随徐悲鸿至北平任国立北平艺术专科学校讲师。1953年后任中央美术学院教授、水彩画教研室主任、中国画系山水科主任。中国美术家协会会员。
附註：
父親宗良弼，母親丁壽珍
二弟宗其芳，三弟宗其貴
四弟宗其學，五弟宗其安
六弟宗其建
以上除二弟外
父母及弟弟們均已移居台灣省